# セバスティアン・ピニェラ
ミゲル・フアン・セバスティアン・ピニェラ・エチェニケ（西: Miguel Juan Sebastián Piñera Echenique、1949年12月1日 - 2024年2月6日）は、チリ共和国の政治家。第35代・第37代大統領、上院議員を歴任した。アウグスト・ピノチェト軍事独裁政権の流れを汲む国民革新党所属。
クレジットカード会社やメディア、航空会社など、多くの会社や株式を所有。米経済誌「フォーブス」から総資産22億ドルで世界437位にランクされ、他にもサッカーのクラブチームを所有するなど、チリ有数の大富豪である。セシリア・モレールと結婚し、子供を4人もうけている。実弟は歌手であるミゲル・ピニェラ。カトリック信徒である。

## 経歴
父が国連大使だったので、少年時代はベルギー、アメリカ合衆国に住んでいた。チリ・カトリック大学（PUC）で商業工学を学び、1971年に卒業した。経済学を学ぶため、ハーバード大学に留学した経験がある。1971年から1988年にかけて、チリカトリック大学、チリ大学、アドルフォ・イバニェス大学で経済学を教えた。
1978年にタルカ銀行頭取、1980年からシティグループのシティコープ・チリの総支配人や会長を務めた。
1990年に独立系の政党から上院議員に当選後、国民革新党へ入党。2001年に同党の党首に就任し、2005年には大統領選に立候補するが落選。株主として、国営テレビ局Chilevisiónの100%分、ラン航空の27%分、サッカークラブCSDコロコロの13%分を一頃所有した。

### 大統領
2010年、チリ共和国の大統領に選出された。1990年の民政移管後は中道左派政権が続いたチリの中で、アウグスト・ピノチェト軍事独裁政権の流れを組む政治家として初めての大統領である。同年3月11日に就任。この日にピチレム付近でM6.9の大地震が発生し、就任式の直前と最中にも余震が生じた。8月から10月にかけてはコピアポ鉱山落盤事故の対応にあたったことで評価を上げた。
2011年、チリのパタゴニアのHidro Aysénという水力発電所の建設計画や、全国で起こった大規模な学生抗議行動などにより、支持率が2009年末の63%から36%に低下したが、2014年2月の任期満了前には支持率が50%に回復した。
大統領への再挑戦となる大統領選挙では、2017年11月19日の第1回目投票で得票率36.6％で1位となり、12月17日の決選投票では54.6％を獲得し返り咲き当選（アレハンドロ・ギジェルは45.4％）。2018年3月11日に就任した。
2018年に発足した新政権にはアンドレス・チャドウィックやエルナン・ラライン等のピノチェト信望者やナチスドイツの残党が隠居していたビジャ・バビエラ支援者を相次いで入閣させるなど、右傾化して国民の反発を受ける。このような反共主義、新自由主義政策への反発とこれまでの格差拡大、貧困、不公平といった不満が重なり、2019年より労働組合や学生を中心として反政府デモが活性化。ピノチェト軍事独裁政権の弾圧を彷彿させるような強硬的な手段でデモを鎮圧しているなど、死者数は21名を超え支持率は低迷した。
2019年10月、サンティアゴ地下鉄の値上げを契機に学生らの抗議運動が盛んになり、10月18日にはデモ隊と機動隊と衝突して暴動へ発展。地下鉄施設や市内各所が火炎瓶で放火されたため非常事態宣言の発出を余儀なくされた。チリ軍が市街地に配備されたのはピノチェト軍事独裁政権時代以来となった。以降、10月末までに抗議活動と暴動は断続的に発生し、国民への謝罪と内閣改造を余儀なくされている。抗議デモが勃発担当、ピニェラが「我々は強力な敵と戦争状態にある。」とテレビで国民に訴え、証拠なしで外国から不安定にしようとしている極左グループがあったことを暗示した。
2020年12月、チリでは名声のある調査研究所・Criteriaの意向調査によると承認率は7％に低下し、軍事独裁政権の終了以来、チリ大統領史上の最低承認となった。
大統領1期目の2010年にピニェラの親族が所有する鉱山会社が友人に売却された際、租税回避地である英領ヴァージン諸島にて交わされた売買契約に環境保護区の対象にしないという特別な条件が盛り込まれており、そこにピニェラ本人が関与していた疑いがパンドラ文書の読み解きを進める国際調査報道ジャーナリスト連合によって提起され、2021年10月に表面化した。このため同年11月9日に下院がピニェラに対する大統領弾劾手続きの開始を賛成78、反対67票で承認した。上院においては同月16日に投票が行われたが、こちらでは弾劾に必要な3分の2の賛成に届かず、否決された。

### 死去
2024年2月6日、実業家のホセ・コックスの家を訪問した後、乗っていたヘリコプターが離陸した直後にランコ湖に墜落し、死亡した。74歳没。同乗の3人は生還。報道によるとヘリコプターは本人が操縦しており、落下した時点では生きていたが、自力で脱出できずに溺死した。同月9日にサンディエゴでピニェラの国葬が執り行われた。

## 政策
1990年のピノチェト軍事独裁政権の終了した民政移管後、中道左派・中道政権が進めてきた開放経済路線や中小企業の減税、低所得者への補助金支給などを継続することを表明。ピノチェトを擁護するブラジルのジャイール・ボルソナーロと一線を画するなど連合内の最右派で国民の反発も強いピノチェト派（独立民主連合）とは選挙で協力しつつやや距離を置いているとされる。
ラテンアメリカ・カリブ諸国共同体をともに立ち上げた生前のウゴ・チャベス大統領とはチャベスを称賛するなど友好関係にあったが、その死後は21世紀の社会主義を批判するなど親米・反共主義としての側面を強く打ち出すようになっている。
2019年2月にはベネズエラなどの反米左派に主導されている南米諸国連合に対抗した新しい地域連合を提唱し、翌3月に首都サンティアゴでチリ、ブラジル、アルゼンチン、コロンビア、エクアドル、ガイアナ、パラグアイ、ペルーの南米8カ国によるラテンアメリカの進歩と発展のためのフォーラムを設立しており、ベネズエラの反米左派政権打倒を目指すリマグループの中心的存在となっている。

### 外交

#### 中国
ソシエダード・キミカ・イ・ミネラ・デ・チリ（SQM）を買収して自由貿易協定（FTA）も強化するなどチリへの投資に積極的である中華人民共和国との関係を重視し、対中政策では一帯一路を支持してチリを中南米における中国企業の事業拠点にすることを目指している。
2021年2月には中国からのCOVID-19ワクチンの輸入を受け入れ、シノバックのCoronaVacを自ら接種した。

#### 日本
2010年11月15日に東京都庁を訪れ、大地震などの際に初動対応の指揮が行われる防災センターを視察した。2012年3月に再び来日し、東日本大震災で被災した岩手県南三陸町を視察している。
日本の国連安保理常任理事国入りを支持している。